# Rugby Union in Frankreich

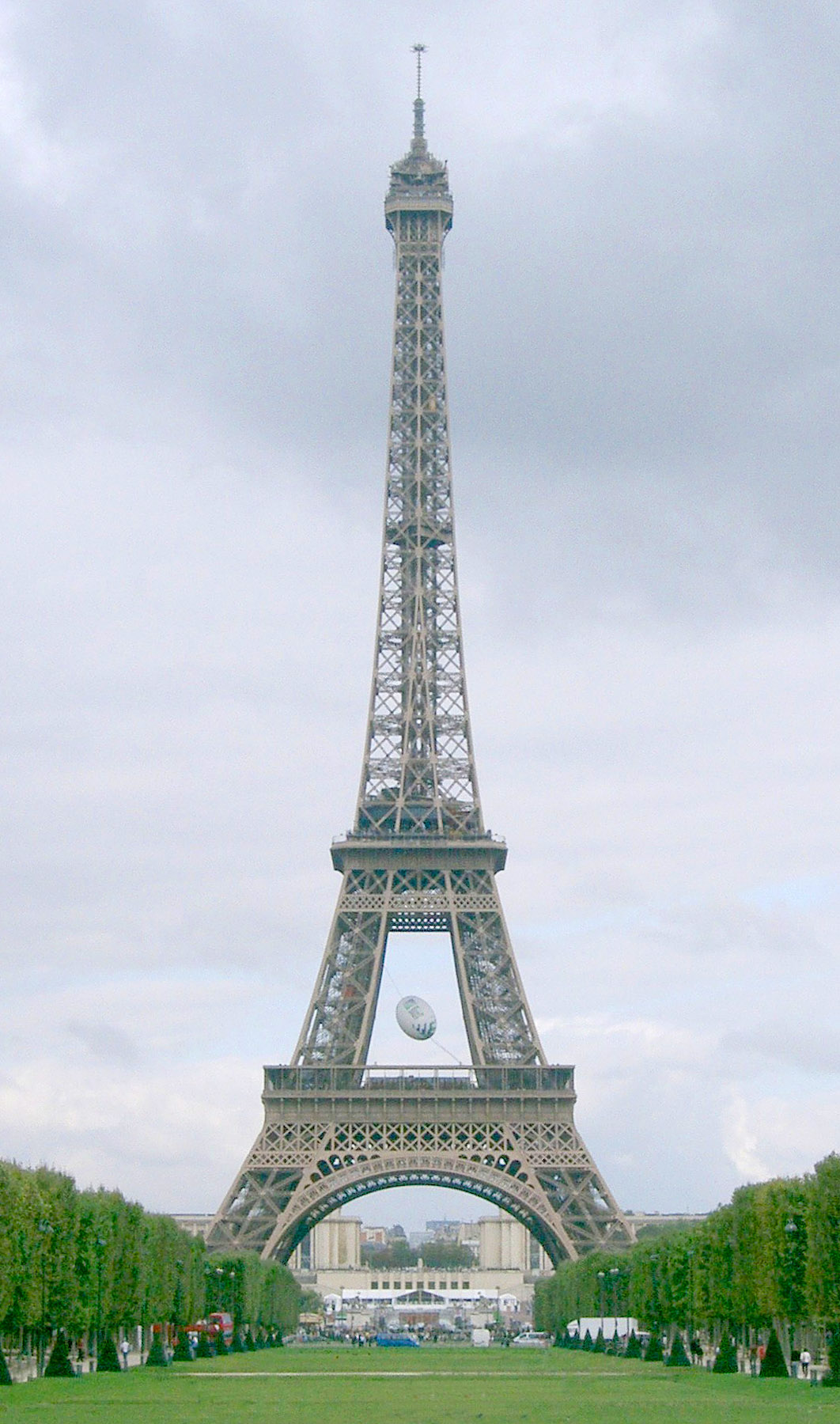
Der mit einem Rugbyball geschmückte Eiffelturm während der WM 2007

In Frankreich ist Rugby Union (französisch Rugby à quinze) die zweitbeliebteste Sportart nach Fußball. Es wurde Anfang der 1870er Jahre von Briten in eingeführt, wodurch Frankreich zusammen mit mehreren angelsächsischen Nationen zu den ersten Ländern gehörte, die mit dem Sport in Berührung kamen. Die Zahl der rugbyspielenden Personen (Schüler mit eingerechnet) wird auf etwa eine halbe Million geschätzt. Der für die Organisation und Entwicklung des Sports zuständige Verband ist die Fédération française de rugby (FFR). Er steht über 1600 Vereinen vor, die in verschiedenen nationalen und regionalen Ligen gegeneinander antreten. Die Durchführung der Profiligen Top 14 und Pro D2 wird von der FFR an die Ligue nationale de rugby delegiert. Als eigentliche Rugby-Hochburg gilt der Südwesten des Landes. Die Französische Rugby-Union-Nationalmannschaft nimmt jedes Jahr am Six Nations teil und war bisher dreimal Vizeweltmeister. 2007 und 2023 war Frankreich Gastgeber der Rugby-Union-Weltmeisterschaft.

## Geschichte

### Einführung und Verbreitung von Rugby

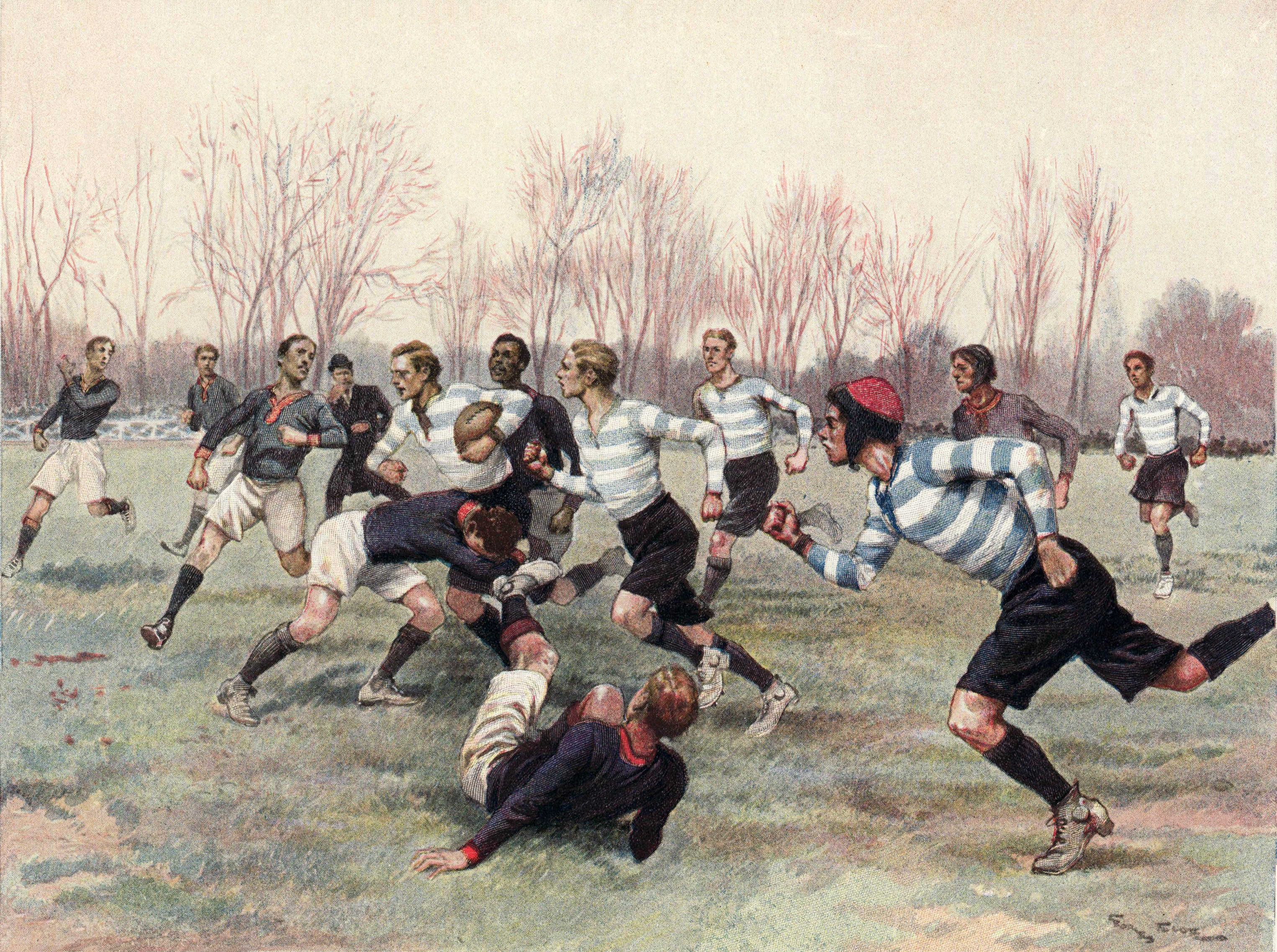
Ein Spiel zwischen Racing Club de France und Stade Français in den 1890er Jahren

In der zweiten Hälfte des 19. Jahrhunderts gelangte der Rugby-Fußball über die Westküste nach Frankreich. Zu dieser Zeit gab es in den Hafenstädten relativ große britische Gemeinschaften, die sich aus Händlern, Kaufleuten und Industriellen zusammensetzten. Diese Auswanderer organisierten untereinander Spiele, später auch mit Beteiligung der einheimischen Bevölkerung. Der älteste französische Verein Le Havre AC wurde 1872 gegründet. Dieser spielte zunächst eine Hybridform namens Combination mit Elementen des Fußballs. In Paris gab es die erste Konzentration von Vereinen mit dem English Taylor Rugby Football Club (1877), dem Racing Club (1882) und Stade Français (1883). Im Jahr 1889 bildete sich der erste Sportverband rund um die Pariser Vereine, die Rugby-Kommission der Union des sociétés françaises de sports athlétiques (USFSA); damals waren sämtliche Sportarten in einem einzigen Verband organisiert. Bald darauf entstanden auch außerhalb der Hauptstadt Vereine, beispielsweise in Nantes, Bordeaux und La Rochelle.
Der erste „französische“ Meistertitel wurde 1892 verliehen, wobei sich die Meisterschaft auf ein Pariser Duell zwischen Stade Français und Racing Club beschränkte. Erst 1899 gewann eine erste Mannschaft aus der Provinz, Stade Bordelais, den Titel inmitten eines Dutzends Pariser Vereine. In den 1900er Jahren errang Stade Bordelais einen Titel nach dem anderen und der Schwerpunkt des französischen Rugbys verlagerte sich allmählich in den Südwesten. Das Rugby begann, sich von den großen Städte in die ländlichen Gebiete auszubreiten. Ende des 19. Jahrhunderts wurde Rugby (wie auch Fußball) zunächst von Personen gespielt, die Zeit für Freizeitaktivitäten und die finanziellen Mittel zum Kauf von Sportschuhen und -kleidung hatten. Die Verbreitung des Sports in die unteren Gesellschaftsschichten erfolgt bis zum Ersten Weltkrieg langsam, parallel zur wirtschaftlichen Entwicklung.

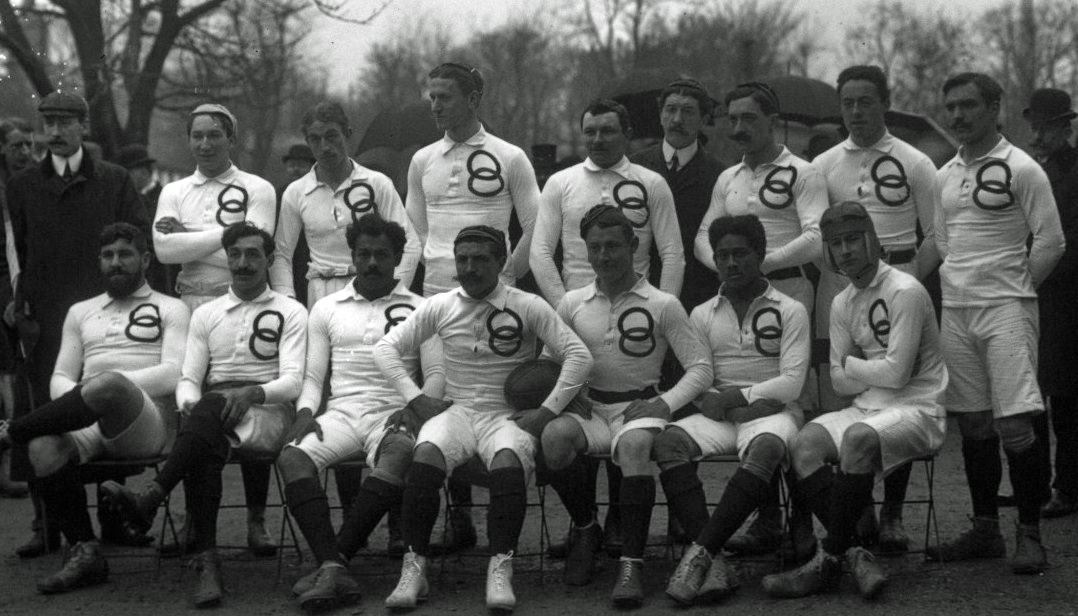
Die erste französische Nationalmannschaft, die am Neujahrstag 1906 das erste Test Match gegen Neuseeland bestritt

Durch den erleichterten Zugang zu höherer Bildung waren Gymnasien und Universitäten bevorzugte Orte für die Ausübung und Verbreitung von Rugby, ebenso die Armee durch die Wehrpflicht, was eine gewisse Durchmischung der sozialen Klassen und der regionalen Herkunft ermöglichte. Die ab 1906 gesetzlich vorgeschriebene Sonntagsruhe gab vielen Arbeitern und Handwerkern die Möglichkeit, Sport zu treiben oder Spiele zu besuchen. Da die Rugby- und Fußballregeln noch fließend und durchlässig waren, kam es immer wieder vor, dass ein Fußballspiel mit einem Rugbyball ausgetragen wurde oder ein Rugbyteam dem Fußballverein einige Spieler „auslieh“.
Im Jahr 1900 war Rugby eine der Sportarten, die bei den Olympischen Spielen in Paris auf dem Programm standen. Frankreich stellte eine USFSA-Auswahl auf, die auf die deutsche Mannschaft des SC Frankfurt 1880 und die englische Mannschaft der Moseley Wanderers traf. Die Franzosen gewann die Goldmedaille durch einen 27:8-Sieg über die Engländer. Das erste offizielle Spiel der französischen Nationalmannschaft fand am 1. Januar 1906 im Pariser Parc des Princes vor 3000 Zuschauern gegen die „Originals“ (die späteren neuseeländischen All Blacks) statt, die sich damals auf einer Europatournee befanden. Ab 1910 spielten die Franzosen alljährlich gegen England, Irland, Schottland und Wales im Five-Nations-Turnier (das heutige Six Nations). Der erste Sieg gegen eines dieser Teams gelang am 2. Januar 1911 (16:15 gegen die Schotten).

### Schwierige Jahre in der Zwischenkriegszeit
Die immer größer werdende Vielfalt und Mitgliederzahl führte 1919 zur Gründung des eigenständigen Verbandes Fédération française de rugby und zum Austritt aus der USFSA. Obwohl Rugby gegenüber dem Fußball mittlerweile an Bedeutung eingebüßt hatte, begeisterte es noch immer die Massen. Es hatte sich von den großen Metropolen allmählich in die mittelgroßen und kleinen Städte des Südwestens ausgebreitet. Die Spielstile wurden vielfältiger und jede Region und jeder Verein schuf eine eigene Identität. Die Vereine aus dem Südwesten setzen ihre Dominanz fort und teilten die Meistertitel unter sich auf. Wenn ein Pariser Verein das Finale erreichte, zögerten die Beobachter nicht, die Stilunterschiede zwischen den Mannschaften hervorzuheben – einerseits das „ästhetische“ Rugby der Städter, andererseits das „ungeschliffene“ Rugby der Landbevölkerung. Tatsächlich entwickelten sich die Techniken im Laufe der 1920er Jahre weiter und das Spiel wurde gewalttätiger. Unfälle während der Spiele, die manchmal zum Tod des Spielers führten, häuften sich.
In den frühen 1930er Jahren musste sich das französische Rugby sowohl mit Kritik von außen als auch mit zahlreichen internen Streitigkeiten auseinandersetzen. Zunächst einmal prangerte eine Mehrheit der Vereine den Semiprofessionalismus der besten Mannschaften an und spaltete sich im Dezember 1930 ab, indem sie die Union française de rugby amateur gründeten. Sie weigerten sich, der Nationalmannschaft ihre Spieler zur Verfügung zu stellen, was das seit zehn Jahren stagnierende internationale Niveau deutlich senkte. 1932 fand die FFR mit den abtrünnigen Vereinen eine Einigung und diese kehrten in den Verband zurück. Aufgrund der Probleme mit Gewalt und Professionalismus wurde Frankreich 1931 aus dem Five-Nations-Turnier ausgeschlossen. Bis 1939 traf die Nationalmannschaft nur auf Mannschaften, die ein niedrigeres Niveau als die britischen Teams aufwiesen. Als Folge des Ausschlusses erfolgte 1934 unter französischer Führung die Gründung der FIRA, als Konkurrenz zum International Rugby Board (heute World Rugby), die daraufhin Europameisterschaften durchführte.
Nach dem Boykott durch die britischen Verbände verlor Rugby Union an Attraktivität; die Zahl der Spieler und Vereine ging drastisch zurück. Etliche Vereine wandten sich der Variante Rugby League (französisch rugby à treize) zu. Diese Turbulenzen führten vorübergehend zu einem Schisma im französischen Rugby. Am 31. Dezember 1933 organisierte Jean Gallia, ein aus der FFR ausgeschlossener Funktionär, im Pariser Stade Pershing einen Rugby-League-Schauwettkampf zwischen England und Australien. Die Veranstaltung war ein voller Erfolg und Gallia warb Union-Spieler ab, um eine League-Nationalmannschaft aufzubauen und eine Tournee durch England durchzuführen. 1934 startete die französische Rugby-League-Meisterschaft mit zehn Profimannschaften. Der Erfolg war überwältigend für diese neue Variante, die weniger brutal war und dessen Regeln einfacher zu verstehen waren. Die Entwicklung endete jäh, als das Vichy-Regime 1941 alle Berufssportarten verbot, darunter auch Rugby League. Auch wenn diese Variante nach dem Krieg wieder zugelassen wurde, konnte Rugby Union seine Vormachtstellung zurückgewinnen und ausbauen.

### Aufstieg des französischen Rugby
Frankreich wurde unmittelbar nach der Ausgabe 1939 wieder ins Five-Nations-Turnier aufgenommen, aber der Zweite Weltkrieg verhinderte die Austragung des Wettbewerbs bis 1947. 1952 kritisierten die britischen Verbände wie schon 1930 die „professionelle“ Verwaltung des französischen Rugby durch die FFR. Dank des Verhandlungsgeschicks der Funktionäre René Crabos und Adolphe Jauréguy konnte der Ausschluss vom Turnier abgewendet werden. Die FFR versprach, die Meisterschaft abzuschaffen, und legte eine Liste von Spielern vor, die des Professionalismus für schuldig befunden wurden, darunter Jean Dauger, Robert Soro und Maurice Siman. Die Meisterschaft 1952/53 wurde jedoch aufgrund des Drucks der großen Mehrheit der Vereine beibehalten, was letztlich ohne Konsequenzen blieb. In den 1950er und 1960er Jahren stieg die Nationalmannschaft zur Weltspitze auf. 1954 gewann sie den ersten gemeinsamen Titel im Five-Nations-Turnier, 1959 folgte der erste alleinige Turniersieg. 1968 schließlich gelang den Franzosen der erste Grand Slam.
Von 1968 bis 1992 wurde die FFR von Albert Ferrasse präsidiert, unterstützt durch Guy Basquet, beide ehemalige Spieler von SU Agen. In dieser Zeit gewann die französische Nationalmannschaft vier Grand Slams: 1968, 1977, 1981 und 1987. Die Popularität der Nationalmannschaft und der Rugby-Union-Sport allgemein wuchs in den 1970er und 1980er Jahren stetig an. Dazu trug auch die Kommentatorenduo Roger Couderc und Pierre Albaladejo bei – ein enthusiastischer Sportreporter und ein bodenständiger Ex-Nationalspieler, die das Publikum zunächst im Radio und später im Fernsehen begeisterten. 1978 trat die FFR dem International Rugby Board bei, blieb aber auch der FIRA verbunden. Mit Unterstützung der Verbände Australiens und Neuseelands drängten die FFR und ihr Präsident Ferrasse darauf, das internationale Rugby aus seiner Isolation zu befreien. Sie setzten sich für eine Weltmeisterschaft ein, die es Nationen wie Rumänien oder Italien ermöglichen würde, sich regelmäßig mit den Besten zu messen. 1987 fand die erste Weltmeisterschaft trotz britischer Vorbehalte in Australien und Neuseeland statt.

### Ära des Profisports

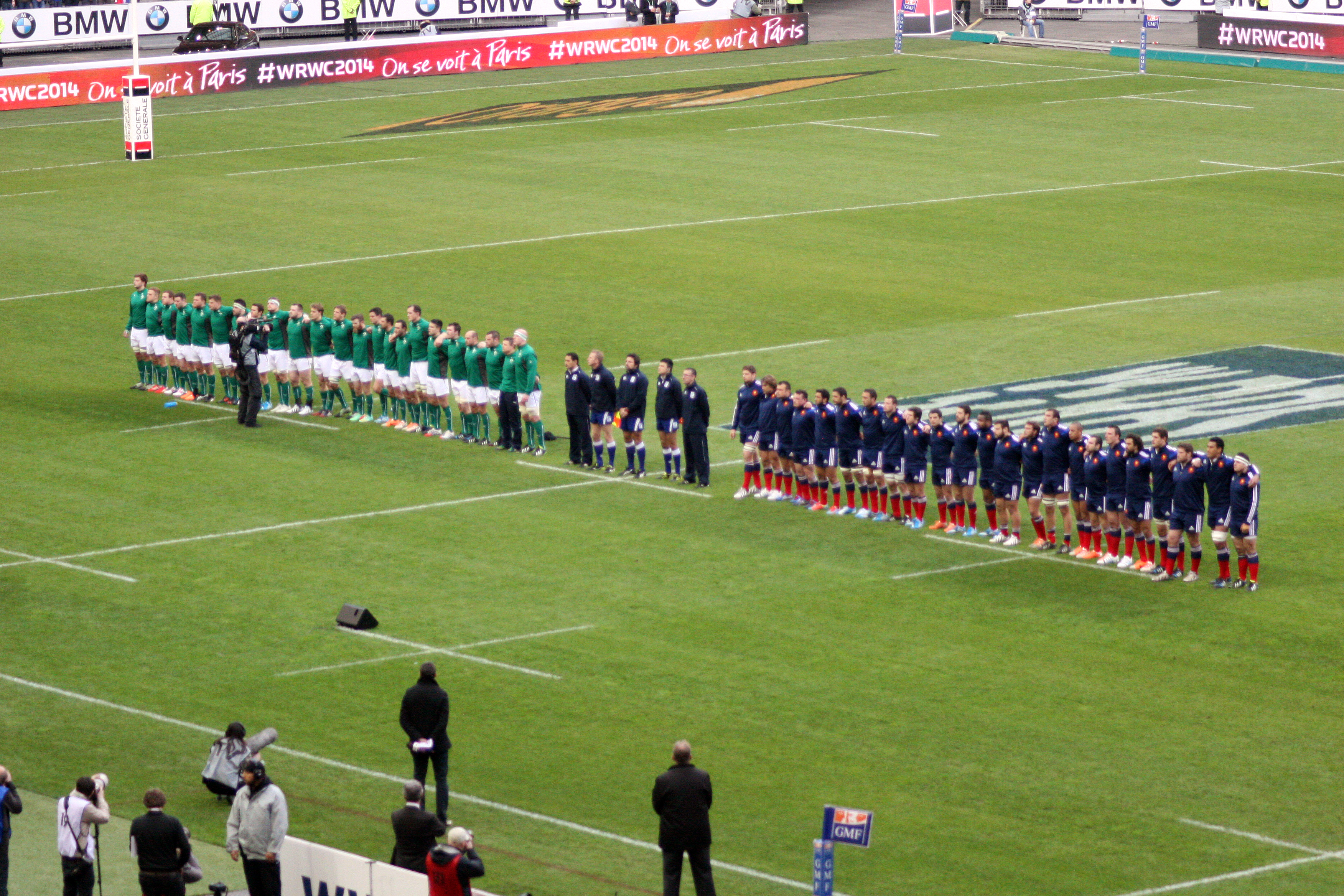
Frankreich – Irland beim Six Nations 2014

Im August 1995 hob das IRB sämtliche Beschränkungen bezüglich Bezahlung der Spieler auf und läutete so die professionelle Ära von Rugby Union ein. In der Phase des Übergangs kam es in Frankreich zu einer grundlegenden Reorganisation des Spielbetriebs. 1998 erfolgte die Gründung der Ligue nationale de rugby, die seither im Auftrag des Verbandes die zwei höchsten Ligen des Landes organisiert. Die Professionalisierung führte zu einem spektakulären Anstieg der Vereinsbudgets und der Spielergehälter. Die Einführung eines Salary Cap nach angelsächsischem Vorbild im Jahr 2010 sorgt dafür, dass eine gewisse Homogenität und damit eine starke Wettbewerbsfähigkeit zwischen den Vereinen erhalten blieb. Andererseits tauchten Mäzene wie Max Guazzini bei Stade Français, Jacky Lorenzetti bei Racing 92 oder Mourad Boudjellal bei RC Toulon auf, die das Image des Rugby modernisierten, aber auch gewisse finanzielle Ungleichgewichte schufen. In den 2020er Jahren wird die Top 14 als beste Liga der Welt angesehen.

## Verbände
Die im Jahr 1919 gegründete Fédération française de rugby (FFR) ist für die Organisation und Entwicklung vonRugby Union in Frankreich zuständig. Sie vereint Regionalverbände, Vereine, Sportler, Trainer und Schiedsrichter. Sie ist verantwortlich für die Entwicklung des Rugby-Sports in allen seinen Ausprägungen (Rugby Union, Siebener-Rugby, Junioren, Frauen usw.), für die Führung von über 1900 Vereinen, die Durchführung von regionalen Meisterschaften und die Ausbildung von Schiedsrichtern. Unterteilt ist der Verband in 13 Ligen (damals Komitees) in Frankreich und eine Liga in den Überseeregionen. 1934 war die FFR an der Gründung des Weltverbands FIRA (heute Rugby Europe) beteiligt und 1978 trat sie dem International Rugby Board (heute World Rugby) bei.
Die Ligue nationale de rugby (LNR) ist im Auftrag des Sportministeriums und der FFR für den Profibereich von Rugby Union zuständig. Sie organisiert, verwaltet und reguliert die nationalen Profiwettbewerbe, sowohl in sportlicher als auch in finanzieller Hinsicht (französische Meisterschaften Top 14 und Pro D2). Außerdem fördert und entwickelt sie den Profibereich der französischen Rugbyvereine und vertritt ihn bei der Verwaltung der Europapokale. Ebenso verhandelt und vermarktet sie die Fernseh- und Partnerschaftsrechte der Profiligen.

## Beliebtheit und regionale Unterschiede

Vereine der höchsten Liga zwischen 2008 und 2013 (rote Linie: Regionen im okzitanischen Dialektraum)

Rugby Union ist eine der beliebtesten Sportarten in Frankreich, vor allem im Südwesten des Landes. Im Jahr 2018 zählte die FFR offiziell 312.000 lizenzierte Personen und insgesamt mehr als 500.000 Spieler beiderlei Geschlechts, wobei Schulkinder und Gelegenheitssportler mitgerechnet werden. Das Rugbyspiel gilt nach Fußball, Basketball und Handball als die viertbeliebteste Mannschaftssportart in Frankreich.
Die regionale Verteilung ist ungleichmäßig. Im Süden Frankreichs (der auch ungefähr dem okzitanischen Dialektraum entspricht), insbesondere aber südlich einer Linie Béziers–Bordeaux, ist Rugby weit verbreitet und sehr beliebt. Als eigentliche Hochburg gilt die Region Midi-Pyrénées rund um Toulouse. Gemäß einer 2009 veröffentlichten Untersuchung zählte der dortige Teilverband damals 169 Vereine mit 34.453 lizenzierten Spielern auf 2,9 Millionen Einwohner. Im Vergleich dazu entfielen auf die viermal größere Region Île-de-France um die Hauptstadt Paris 181 Vereine mit 41.540 Spielern auf 11,8 Millionen Einwohner.
Der Geograf Jean-Pierre Augustin führt diese regionalen Unterschiede auf mehrere Umstände zurück. Erstens die führende Rolle des Hafens von Bordeaux bei der Verbreitung britischer Gepflogenheiten durch den Handel, zweitens das Wirken des Sportmediziners Philippe Tissié, einer Figur der Erneuerung des Schulsports und engen Vertrauten von Pierre de Coubertin, und drittens der bahnbrechende Erfolg von Stade Bordelais Ende des 19. Jahrhunderts.

## Wettbewerbe

### Nationale Wettbewerbe
Es gibt zwei reine Profiligen:
- Top 14 (höchste Liga)
- Pro D2 (zweite Liga)

Die Top 14 gilt als eine der finanzstärksten Ligen der Welt. Die 14 beteiligten Mannschaften tragen je ein Heim- und ein Auswärtsspiel gegen alle anderen Mannschaften aus. Die vier besten Mannschaften spielen anschließend im K.-o.-System um den Meistertitel; der Sieger des Meisterschaftsendspiels ist französischer Meister und erhält den Bouclier de Brennus als Trophäe. Die erste Meisterschaft wurde 1892 ausgetragen und vom Racing Club de France gewonnen, erst ab 1899 durften Mannschaften von außerhalb der Hauptstadt teilnehmen. Der Spielbetrieb der Top 14 und der zweithöchsten Liga Pro D2 wird von der Organisation Ligue nationale de rugby durchgeführt.
Für die nationalen Amateurmeisterschaften ist der Verband allein zuständig. Es sind dies:
- Nationale mit 14 Teams
- Nationale 2 mit 24 Teams (2 Gruppen zu 12 Teams)
- Fédérale 1 mit 48 Teams (4 Gruppen zu 12 Teams)
- Fédérale 2 mit 96 Teams (8 Gruppen zu 12 Teams)
- Fédérale 3 mit 200 Teams (20 Gruppen zu 10 Teams)

Darunter gibt es noch die regionalen Amateurmeisterschaften der Teilverbände:
- Régionale 1
- Régionale 2
- Régionale 3

Nicht mehr ausgetragen werden der Coupe de France und die Challenge Yves du Manoir, die während der Amateurära einen bedeutenden Stellenwert besaßen.
Das Frauenrugby hat in den 1970er Jahren einen Aufschwung erlebt, auch wenn die Zahl der Lizenznehmerinnen noch sehr gering ist (weniger als 5 Prozent der Gesamtzahl). Die FFR beaufsichtigt vier nationale Wettbewerbe (132 Vereine oder Zusammenschlüsse). Die übrigen Wettbewerbe werden von den Regionalverbänden verwaltet.
- Élite 1: 12 Teams in zwei Gruppen
- Élite 2: 10 Teams
- Fédérale 1: 32 Teams in 4 Gruppen
- Fédérale 2

### Internationale Wettbewerbe
Der European Rugby Champions Cup, an dem die besten Teams der Top 14 teilnehmen, ist der bedeutendste Pokalwettbewerb auf europäischer Ebene. Bisher haben vier französische Mannschaften diesen Pokal gewonnen: Stade Toulousain (1996, 2003, 2005, 2010, 2021, 2024), CA Brive (1997), RC Toulon (2013, 2014, 2015) und Stade Rochelais (2022, 2023). Den zweitwichtigsten europäischen Wettbewerb, den EPCR Challenge Cup, konnten bisher neun französische Mannschaften gewinnen: CS Bourgoin-Jallieu (1997), US Colomiers (1998), ASM Clermont Auvergne (1999, 2007), Section Paloise (2000), Biarritz Olympique (2012), Montpellier Hérault Rugby (2016, 2021), Stade Français (2017), Lyon Olympique Universitaire (2022) und RC Toulon (2023).
Die Nationalmannschaft wird auch Les Bleus („die Blauen“) genannt und gehört zu den Besten der Welt. Sie nimmt jedes Jahr am Six Nations (bis 1999 Five Nations) teil und hat dieses prestigeträchtige Turnier bisher 23 Mal gewonnen, davon acht Mal mit einem Grand Slam. Sie qualifizierte sich für sämtliche Weltmeisterschaften seit deren Einführung im Jahr 1987 und wurde dreimal Vizeweltmeister (1987, 1999, 2011). Lediglich 1991, 2015 und 2019 stieß sie nicht ins Halbfinale vor. Die Weltmeisterschaft 2007 fand in Frankreich statt und die Weltmeisterschaft 2023 ist in Frankreich geplant. Im Rahmen der Six Nations spielt Frankreich gegen Italien um die Giuseppe-Garibaldi-Trophäe und gegen Schottland um die Auld-Alliance-Trophäe. Außerdem spielt Frankreich gegen Australien um die Trophée des Bicentenaires und gegen Neuseeland um die Dave Gallaher Trophy.

## Berichterstattung

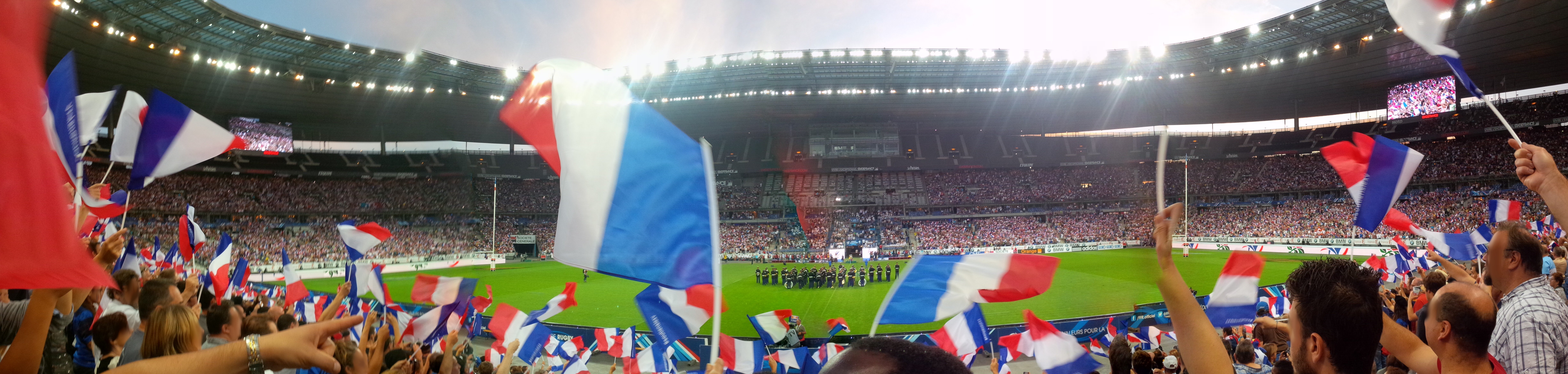
Fans im Stade de France während des Aufwärmspieles Frankreich gegen England vor der WM 2015

In jüngerer Zeit ist die durchschnittliche Zuschauerzahl stark angestiegen, seit der Saison 2004/05 um nicht weniger als 25 Prozent. Die Rekordzuschauerzahl beträgt 79.604, aufgestellt am 4. März 2006, als im Stade de France die Mannschaften Stade Français und Biarritz Olympique aufeinander trafen. Damit wurde der Höchstwert der Ligue 1 im Fußball um mehr als 20.000 übertroffen.
Der öffentlich-rechtliche und frei empfangbare Fernsehsender France 2 überträgt sämtliche Länderspiele der Nationalmannschaft am Six-Nations-Turnier und im eigenen Land. Darüber hinaus überträgt France 2 regelmäßig Spitzenspiele der Top 14. Canal+, der bedeutendste Pay-TV-Sender, zeigt ebenfalls zahlreiche internationale Spiele, auch solche des Rugby Championships in der südlichen Hemisphäre (Australien, Argentinien, Neuseeland, Südafrika).